# Zwarte bijeneter
De zwarte bijeneter (Merops gularis) is een vogel uit de familie Meropidae (bijeneters).

## Verspreiding en leefgebied
Deze soort komt voor in westelijk en centraal Afrika. Er worden twee ondersoorten onderscheiden:
- M. g. gularis: van Sierra Leone tot zuidelijk Nigeria.
- M. g. australis: van zuidoostelijk Nigeria tot westelijk Oeganda en noordelijk Angola.

## Status
De grootte van de populatie is niet gekwantificeerd maar de soort wordt omschreven als wijdverspreid en algemeen. Op de Rode lijst van de IUCN heeft deze soort de status niet bedreigd.